# Falvai Sándor
Falvai Sándor (Ózd, 1949. augusztus 3. –) Liszt-díjas magyar zongoraművész, egyetemi tanár, érdemes művész.

## Élete
Szülei: Falvay Sándor és Hovanyecz Klára. 1955 óta zongorázik. 1963–1967 között a miskolci Zenegimnáziumban Herszényi Bálint és Benkő Zoltán voltak a tanárai. 1967–1972 között a Liszt Ferenc Zeneművészeti Egyetem hallgatója; tanára Bächer Mihály volt. 1972–1973 között a moszkvai Csajkovszkij Konzervatóriumon tanult.
1973 óta a Magyar Filharmónia szólistája és a Liszt Ferenc Zeneművészeti Egyetem tanára. 1987-től több ciklusban a zongora–orgona–hárfa–csembaló tanszékvezetője. 1994 óta egyetemi tanár, 1997–2004 között a Liszt Ferenc Zeneművészeti Egyetem rektora volt.
A hazai és a nemzetközi koncertélet elismert előadóművésze. Koncertezett Európán kívül az Amerikai Egyesült Államokban, Japánban, Dél-Koreában, Tunéziában, Marokkóban, Kanadában. Hangversenyeit minden országban elismeréssel fogadta a közönség. Előadói repertoárja a barokk zenei korszaktól a 20. századi új komolyzenei alkotásokig terjed, ezen belül elsősorban a klasszika és a romantika áll érdeklődésének középpontjában. Évtizedek alatt számos ország egyetemén vendégtanár és elismert jelentős zongoraversenyek  zsűritagja. Tehetséges zongoristák generációit tanította, akik világszerte koncerteznek, tanítanak.

## Magánélete
1972-ben házasságot kötött Keveházi Gyöngyivel. Két lányuk született: Katalin (1976) és Anna (1984).

## Fontosabb koncertek
- 1972–73-ban a Magyar Rádió Zenekarával Németországban vett részt koncertkörúton.
- 1973-ban második díjat nyerte el a Magyar Rádió Zongoraversenyén.
- 1978-ban az Egyesült Államokbeli debütálására a New York-i Carnegie Hallban került sor.

## Lemezei
- Chopin Nocturnes (1989)
- The Instruments of Classical Music vol. 6–10 (1990)
- Brahms: Zongoranégyesek (1991)
- Piano Dreams (1996)
- Bach: Concertók 1–3 zongorára – II. album (1997)
- Chopin: I. (e-moll) zongoraverseny Op. 11, II. (f-moll) zongoraverseny Op. 21 (1997)
- Schubert: Impromptus (1999)
- Népszerű indulók (2000)
- Szkrjabin: III. szimfónia / Le Poème de l’extase (átiratok) (2000)
- 50 éves a Hungaroton – Zongoraművészek (1951–2001) (2001)
- Gyászzenék (2003)
- Schumann: C-dúr fantázia, Liszt: h-moll szonáta (2016)
- Brahms: d-moll zongoraverseny (2016)

## Díjai és elismerései
- Liszt Ferenc-díj (1975)
- Érdemes művész (1997)
- A Magyar Érdemrend tisztikeresztje (2021)

## Idézet
Szóló- és kamarazenészként a magyar hangversenyélet egyik legmegbecsültebb előadóművésze. Repertoárja a barokk korszaktól a 20. századi alkotásokig terjed, de ezen belül elsősorban a klasszika és romantika korszaka áll érdeklődésének középpontjában. Európában, a tengerentúlon és a távol-keleti országokban egyaránt hangversenyezik, emellett szólólemezei jelentek meg a Hungaroton, a Naxos és a Donau lemezkiadó társaságok gondozásában. »…Kitűnő diszpozícióban játszott csengő, éneklő zongorahangon, maradéktalanul meggyőzve […] közönségét pianisztikus adottságairól, zenei világának stiláris tágasságáról és zenei kifejezésének az emelkedettség zónáját is magában foglaló széles skálájáról. Tágas, széles! Szándékosan választottam ezt a két szót, mert éppen ezekkel tudom talán érzékeltetni, hogy valamiféle lényegi változást érzek Falvai Sándor zongorázásában: fokozott érzékenységet különböző periódusok, mesterek, művek differenciáltabb megközelítésére. A zenei kifejezés nagyobb összefüggésbe ágyazódik, és a zongorázás biztonsága olyan hatásfokú, hogy más minőséggé, az esztétikai benyomás részévé lesz […] Különösen a hirtelen váltások és az apollói-dionüszoszi kontrasztok megértése és megmutatásának képessége tűnt fel […] Minden idevágó szám vagy tétel befejezésénél feltűnt Falvai adottsága a poétikus lezárásra« – írta 1993-ban Kroó György egy Falvai-hangversenyről.